# Cheerful Givers
Cheerful Givers è un film muto del 1917 diretto da Paul Powell.
L'interprete principale, Bessie Love, per gran parte del film è travestita da ragazzo, obbligata a trovarsi un lavoro per aiutare in casa.

## Trama
Judy è una brava ragazza che si prende cura del governo della casa, di suo padre, il reverendo Deady, e della sorella minore, Abigail. I Deady, che vivono poveramente, un giorno si trovano a doversi occupare di sette orfani indigenti, buttati sulla strada da Harriet Gray, una donna d'affari senza un briciolo di pietà, che fa chiudere l'orfanotrofio per insolvenza. A questo punto, però, per tirare avanti, Judy è costretta a trovarsi un lavoro. L'unico che trova è proprio dalla signora Gray, alla ricerca di un amministratore per la casa che offre il lavoro a uno degli orfani. Il punto, però, è che lei vuole solo uomini, non fidandosi delle donne. Judy, pur di aggiudicarsi il lavoro, si traveste, ottenendolo. La sua conduzione della casa è ammirabile e la signora Gray resta impressionata dalle sue qualità. Quando il suo travestimento viene scoperto, Judy conquista anche il cuore di Horace, il figlio della signora Gray. Per conquistare definitivamente anche la madre di Horace, non resta a Judy che un'ultima fatica: sarà quella di sventare un furto in casa Gray. E il gioco è fatto. La futura suocera non può fare altro che dare la sua benedizione.

## Produzione
Il film fu prodotto dalla Fine Arts Film Company.

## Distribuzione
Distribuito dalla Triangle Distributing, uscì nelle sale cinematografiche statunitensi il 22 aprile 1917.